# Liste der Pröpste des Kollegiatstifts St. Gumbertus in Ansbach
Die Liste der Pröpste des Kollegiatstifts St. Gumbertus in Ansbach stellt die Pröpste des Kollegiatstifts St. Gumbertus im mittelfränkischen Ansbach vor.
Um das Jahr 1000 wurde das Kloster in ein Stift umgewandelt. Aufzeichnungen beginnen ab der Mitte des 11. Jahrhunderts. 1563 wurde das Stift säkularisiert.
- Mecelin, 1058
- Einhard, 1064
- Megenhard, 1094
- Chunradus, 1128, 1134
- Gebhard, 1136–1151
- Herold von Höchheim, 1152
- Heinrich
- Theoderich von Bebenberg, 1182–1195
- Arnold von Stolberg, 1195–1239
- Marquard von Castell, 1254
- Berthold von Teck
- Hartmann von Heldrungen, 1272
- Rudolf von Hürnheim
- Andreas von Gundelfingen, 1296
- Konrad von Oettingen, 1305–1328
- Eberhard von Oettingen, 1328
- Friedrich von Zollern, 1335–1342
- Albert von Heßberg, 1356
- Eberhard von Seinsheim, 1357–1367
- Arnold von Sparneck, 1395
- Balthasar von Maßbach
- Christoph von Rotenhan, 1419
- Werner von Hayn, 1426–1437
- Johannes von Eyb, 1438
- Peter Knorr, 1468–1478
- Heinrich von Henneberg, 1478–1503
- Johann von Joß, 1504
- Heinrich von Joß, 1504
- Heinrich von Joß, 1504–1516
- Friedrich von Brandenburg-Ansbach, 1516–1536
- Bernhard Ziegler, 1536–1540
- Lienhard Keller, 1540–1548
- Caspar Othmayr, 1548–1553
- Wilhelm Purkel, 1553–1562